# 용감한 형제
용감한 형제(勇敢―兄弟, 영어: Brave Brother, 본명: 강동철, 1979년 6월 7일 (1979년 음력 5월 13일 ~ )은 대한민국의 싱어송라이터이자 음악 프로듀서, 작곡가다. 2008년에 자신이 설립한 브레이브엔터테인먼트의 소속 작곡가이자 대표다.

## 경력
10대 때는 소행불량으로 폭력단과 관계가 있어 전과 12범이었다. 고등학교를 중퇴해 부모님 앞에서 체포되어 17세에 소년원에 입소해 그 후도 2년 반의 보호 관찰이 되었다.
당초는 용감한 형제로 활동하고 있었지만, 그 후는 혼자 이름을 계속 사용하고 있다. 2002-2008년 YG 엔터테인먼트에 소속되어, 전속 작곡가로서 다양한 뮤지션들에게 악곡을 제공하며 적극적으로 제작활동을 계속한다.
2008년에 브레이브엔터테인먼트를 설립하여 대표로 취임. 손담비의 'Crazy (미쳤어)'를 히트시켜 지명도를 넓히고, 그 후도 악곡 제공을 해 나가는 등 약진을 계속해 사업을 확대해 나가, 2009년 8월 18일에 자신에 의한 싱글 'Attitude 』을 릴리즈. 그 후는 브레이브엔터테인먼트보다 자신에 의한 프로듀스 그룹인 Electroboyz, 브레이브걸스, 빅스타, 다크비를 데뷔시켜, BIGSTAR는 2014년에 한국 뮤지션 사상 최초의 일본 국내 100회 연속 콘서트를 기록해, 2016년에는 CHERRSEE (일본 그룹)의 프로듀스를 실시했다. 하드워커이며, 2013년에 2주 이상 스튜디오에서 나오지 않고 밤낮 작업을 계속한 격무에 의해, 9월 10일에 기절해, 쓰러져 병원에 반송되었다.
2016년 취재에서, 2014년 'YG FAMILY WORLD TOUR' 일본 첫 공연이 첫 일본 방문이 되었고, 그 후에는 셀 수 없을 정도로 일본에 오고 있다고 말했다. 그러나 2014년 이전인 2011년 10월 13일의 취재 시점에서 과거의 일본 방문 경험을 이미 말하고 있어 모순되고 있어, 자세한 것은 불명.

## 인물
- 용감한 형제의 한국어 표기인 '용감한 형제'(영가만 현재)는 '용감한 형제'라는 뜻. 견고한 의지를 가진 인물이며, 기본이나 기초를 소중히 하고 있어 그 위에 「절대로 해 준다」 「절대로 이기지 않는다」 「지금 막 시작했을 무렵은 미친 듯 노력한다」 일을 소중히 하고 있다[9][11].
- 작곡은 독학으로 몸에 익히고 배울 수 있는 것은 무엇이든 익히면서 흡수해 갔다[6]. 코드의 지식이 없고, 악보도 보지 않는다고 말하고 있어, 작곡은 영감 등의 느낌으로 가고 있다고 말하고 있다[1][2].
- 용감한 형제는 일본과의 관계가 있어 원래는 힙합을 중심으로 제작을 하고 있었지만, 일본 체재시의 일렉트로 뮤직과의 만남을 계기로 방향성이 바뀌어, 팝에 일렉트로 뮤직을 조합해 제작 하게 되어, 힙트로니카라는 음악 장르를 확립시켰다[12]. 음악성에 관해서는 착장한 표현보다 스트레이트로 자극적인 표현이나 파워풀한 사운드를 선호하고 있다[12]. 유행에 흐르는 것을 우려하고 있어 노래의 능숙한 가수만이 되어 버리면 음악 씬은 안 되어 버려, 들을 수 있는 가수·댄스 가수·아이돌 가수 등 다양한 장르의 가수가 잘 융합해 있는 상태가 베스트이며, 붐에 흘리지 않고 제대로 곡을 만들어 갈 필요가 있다고 말하고 있다[12]. 또 절실한 마음으로 제작하면 우연이 아닌 성공으로 이어진다는 취지를 말하고 있다[6].
- 좋아하는 것은 일본의 카레이며, CoCo 이치 반야를 좋아하는 가게이다[9].
- 공황장애가 있는 것으로 알려져 있다.[13] 이 때문에 여러 대의 차량을 보유하고 있지만 운전기사를 따로 두고 이동하며, 본인이 차를 직접 운전하지 않는다.

## 발매 음반
| 앨범명                      | 앨범 형식  | 발매일     | 수록곡 |
| --------------------------- | ---------- | ---------- | --- |
| Attitude                    | 1st Single | 2009.08.18 | 1. Interview 2. Brave Sound 3. Invisible (Feat. 손담비) 4. Bittersweet (Feat. M, 현아, Maboos, Red Roc, Basick) 5. Invisible (Inst.) |
| Passionte                   | 2nd Single | 2009.12.08 | 1. Finally (Feat. U-Kiss) 2. 3AM (Feat. Brave Starr) 3. Finally (Inst.) |
| 슬픈 음악                   | 3rd Single | 2010.04.02 | 1. 슬픈 음악 (With V.O.S) 2. 슬픈 음악 (Inst.) |
| The Classic                 | 1st Album  | 2010.09.03 | 1. Brave Show 2. 너를 그린다 (Vocal 다비치, Electroboyz) 3. 돌아 돌아 4. 울고싶단 말야 (With 박재범) 5. Addict (Vocal B2K) 6. Music Award (With Skul1, J-Kyun) 7. Invisible (New Ver.) (Vocal 손담비) 8. 돈 벌었지 9. 가위바위보 (With Double K) 10. 슬픈 음악 (Guitar Remix Ver.) (With V.O.S) 11. Bittersweet (R&B Ver.) (With M, 현아, Maboos, Red Roc, Basick) 12. 울고싶단 말야 (Inst.) 13. 너를 그린다 (Inst.) |
| Beautiful Girl (T-ara 효민) | 4th Single | 2011.02.10 | 1. 뷰티플 걸 (Feat. Electroboyz) 2. 뷰티플 걸 (Inst.) |
| Break Up (Beast 이기광)     | 5th Single | 2011.07.14 | 1. Break Up (Feat. Electroboyz) 2. Break Up (Inst.) |
| AllShare Star DJ Spider     | 6th Single | 2013.01.22 | 1. AllShare Star DJ Spider |
| 아침 점심 저녁              | 7th Single | 2015.03.13 | 1. 아침 점심 저녁 (With 별들의 전쟁, 마부스) 2. 아침 점심 저녁 (Inst.) |

## 참여 음반
- 김동완
  - 《The Secret》 - 비밀 (Narr. 티파니)
- 김연아 & SISTAR & Electroboyz
  - 《SUPER GIRL》 - Super Girl
- 김형준
  - 《내게 거짓말을 해봐 Part 2(SBS 월화드라마)》 - 이 밤이 지나가면
- 배슬기
  - 《Big Show》 - Intro, 지겨워 (Feat. 하주연), DJ (Feat. Maboos)
- 손담비
  - 《Mini Album Vol. 1》 - Bad Boy
  - 《Mini Album Vol. 2》 - 미쳤어 (Feat. Eric)
  - 《Type-B》 - 토요일 밤에
  - 《눈물이 주르륵》 - 눈물이 주르륵
- 손담비 & 애프터스쿨
  - 《아몰레드(AMOLED)》 - 아몰레드(Amoled)
- 오종혁
  - 《OK, I'm Ready》 - Get Away (Feat.$howgun)
- 유승찬
  - 《How Are Yoo?》 - 파도
- 이민우
  - 《M Rizing》 - 남자를 믿지마 (Feat. Big Tone)
- 이승기
  - 《정신이 나갔었나봐》 - 정신이 나갔었나봐
- 이아이
  - 《기억해》 - 기억해
- 장근석 & 효린
  - 《Magic Drag》 - Magic Drag
- 제국의 아이들
  - 《Leap For Detonation》 - 하루종일 (Original Ver.)
- 조성모
  - 《성모 Meet Brave》 - Intro, 바람필래, 이밤이 지나가면, 점점더 (Feat. Electroboyz)
- 초신성
  - 《Time To Shine》 - Intro, 그리운 날에, 라라라
  - 《Shining☆Star》 - Intro, Shining☆Star, Love Letter
- 태양
  - 《Hot》 - Intro (Hot)
- 한유나
  - 《I'm Mannequin》 - 마네킹 (Feat. Maboos)
- 이기광
  - 《FIRST EPISODE A NEW HERO》 - 댄싱슈즈, 눈물을 닦고
- A-Force
  - 《Wonder Woman》 - Wonder Woman
- 애프터스쿨
  - 《New Schoolgirl》 - Play Girlz, AH, 나쁜놈
  - 《Diva》 - Diva
  - 《너 때문에》 - 너 때문에
  - 《첫사랑》 - 8 Hot Girl, 첫사랑
  - 《일주일》 - 일주일
- 애프터스쿨 레드
  - 《The 4th Single Album - RED》 - 밤 하늘에
- Battle
  - 《Step By Step》 - Big Change (Feat. Deegie), Step By Step, Luv U

- Bigbang
  - 《Bigbang》 - Intro (Put Your Hands Up) (지드래곤과 공동 작곡)
  - 《Bigbang 03》 - Intro (Victory) (지드래곤과 공동 작곡), Good Bye Baby (페리와 공동 작곡)
  - 《Bigbang Vol.1》 - 흔들어 (Feat. 이은주) (지드래곤과 공동 작곡)
  - 《Always》 - 없는 번호 (페리와 공동 작곡), Oh Ma Baby (지드래곤과 공동 작곡), 아무렇지 않은 척 (T.O.P와 공동 작곡)
  - 《Hot Issue》 - Crazy Dog (페리, 지드래곤과 공동 작곡), 마지막 인사 (지드래곤과 공동 작곡)
  - 《Remember》 - Wonderful (지드래곤, 테디와 공동 작곡)
- 보이프렌드
  - 《Boyfriend》 - Boyfriend, You & I
- 브레이브걸스
  - 《The Difference》 - Intro (Ain't Nobody Like Brave Girls), So Sexy, 아나요
  - 《Back To Da Future》 - 툭하면 (Feat. Skul1), 비가 내리면
  - 《Brave Girls' : Second Mini Album 'Re-Issue'》 - 요즘 너
- Brown Eyed Girls
  - 《My Style》 - 어쩌다
- C-Real
  - 《Round 1》 - C-Real Intro, No No No No No
- DJ DOC
  - 《풍류》 - 투게더
- EI
  - 《기억해》 - Intro, 기억해
- Electroboyz
  - 《Electroboyz First Single》 - 전화가 오네 (Feat. 호란), 어젯밤
  - 《Rebirth》 - Ma Boy 2 (Feat. 효린)
- 코요태
  - 《했던 말 또 하고》 - Intro, 했던 말 또 하고, Goodbye
- NS윤지
  - 《Time To Fly High》 - N To The S 윤지, 춤을 춰, DJ Don't Stop
- 원투
  - 《별이 빛나는 밤에》 - 별이 빛나는 밤에
  - 《Walala Lalale》 - 와랄라 랄라레
  - 《Very Good》 - Very Good
- 라니아
  - 《Time To Rock Da Show》 - Time To Rock Da Show, Pop Pop Pop, Goodbye
- 씨스타
  - 《Push Push》 - Here We Come, Push Push, Oh Baby
  - 《We Never Go Alone》 - We Never Go Alone
  - 《가식걸》 - Drop The Beat (Feat. B2K), 가식걸
  - 《니까짓게》 - Mighty Sistar, Over, 니까짓게
  - 《So Cool》 - Let's Get The Party Started, So Cool, 니까짓게, Over, Oh Baby, 가식걸, Push Push
- 씨스타19
  - 《Ma Boy》 - Ma Boy
  - 《있다 없으니까》 - SISTAR19, 있다 없으니까 (Gone Not Around Any Longer), 나도 여자인데 (A Girl In Love), Ma Boy

- 포미닛
  - 《Name Is 4minute》 - 이름이 뭐예요?
  - 《4MINUTE WORLD》 - 오늘 뭐해
  - 《살만찌고》 - 살만찌고
- 틴탑
  - 《It's》 - Teen Top, 미치겠어, Where's ma girl, Girl Friend
  - 《aRtisT》 - aRtisT, To you, 흔들어 놔!
  - 《나랑 사귈래?》 - 반해, 나랑 사귈래?, Party Tonight
  - 《No.1》 - No.1, 긴 생머리 그녀, 사랑하고 싶어, 왜, Hello, 너 땜에 못살아, 달콤해, Get crazy, Mr.bang
- Thelma Aoyama
  - 《Love Story》 - Intro, Fallen Angel, My Sweetest Sin
- Touch
  - 《Touch》 - 난
- 유키스
  - 《New Generation》 - Intro (Pump Pump), 어리지 않아, Give It To Me
  - 《Bring It Back 2 Old School》 - Intro (On Fire), 니가 좋아, Talk To Me
  - 《Conti U-Kiss》 - Intro, 만만하니, OK!
  - 《U-Kiss Only One Album》 - Intro, 빙글빙글, Without You, 뭐라고
- 파이브돌스
  - 《Charming Five Girls》 - 입술자국, 잘났어
- 4 Tomorrow
  - 《두근두근 Tomorrow》 - 두근두근 Tomorrow
- 45RPM
  - 《Hit Pop》 - 못 말리는 삼형제
  - 《천하무적 야구단》 - 천하무적 야구단

- YMGA
  - 《Made In R.O.K》 - Let It Play (Feat. 지은), Real Talk (Feat. 태양)
- 거미
  - 《4집 Comfort》 - 거울을 보다가 (거미와 공동 작곡), 여기까지만 (Feat. Skull) (Skull과 공동 작곡)
- Red Roc
  - 《Hello》 - Bounce Back
- Masta Wu
  - 《2집 Mass Wu Pt.2》 - 울라라라 (Feat. Red Roc), Cry (Feat. 이영현), 껌(Feat. 테디)

- Lexy
  - 《Lextacy》 - 눈물 씻고 화장하고 (페리와 공동 작곡)
  - 《Rush》 - 하늘 위로 (페리와 공동 작곡) (Feat. 지은), Big Lexy (페리와 공동 작곡)
- 무가당
  - 《무가당》 - 노세 놀아보세 (송백경과 공동 작곡)
  - 《O.A.O (오.에.오)》 - O.A.O (오.에.오)
- 세븐
  - 《3집 24/7》 - Interlude - Follow Me (페리와 공동 작곡), Run (Feat. G-Dragon, YB태권) (페리와 공동 작곡)
  - 《4집 Se7olution》 - Oh~Ma Girl (KUSH와 공동 작곡)
- IOC
  - 《사뿐사뿐》 - 사뿐사뿐, IOC, 여자사용법
  - 《Heart Attack》 - 심쿵해
- 효민
  - 《Make Up》 - Nice Body (With 로꼬) (코끼리왕국과 공동 작곡), 척했어 (별들의전쟁과 공동 작곡)
- 티아라
  - 《So Good》 - 완전 미쳤네 (별들의전쟁과 공동 작곡)
- YG
  - 《Cash Money》 (Feat. Krayzie Bone)
- 나인뮤지스
  - 《LOST》 - 잠은 안 오고 배는 고프고
- 임창정
  - 《그렇게 당해놓고》 - 그렇게 당해놓고 (Feat. 마부스 Of 일렉트로보이즈) (똘아이박과 공동 작곡)
- 일렉트로보이즈
  - 《뱅뱅사거리》 - 뱅뱅사거리 (코끼리왕국과 공동 작곡)
- 사무엘
  - 《SIXTEEN》 - 보석함 (Jewel Box) (JS와 공동 작곡), With U (Feat. 청하) (마부스와 공동 작곡)
  - 《EYE CANDY》 - 캔디 (Candy) (마부스와 공동 작곡), 가면놀이 (Feat. Maboos) (JS, 마부스와 공동 작곡)
  - 《겨울밤》 - 겨울밤 (투챔프와 공동 작곡)
  - 《ONE》 - ONE (Feat. 정일훈 of BTOB) (JS, 차쿤과 공동 작곡), 잠시만 (레드쿠키와 공동 작곡)
  - 《TEENAGER》 - TEENAGER (틴에이저) (Feat. 이로한) (투챔프와 공동 작곡)
- 정미애
  - 《미스트롯 FINAL STAGE》- 라밤바 (투챔프와 공동 작곡)
- 숙행
  - 《여자라서》- 여자라서 (레드쿠키와 공동 작곡)

## 수상 목록
- 2021년 제6회 아시아 아티스트 어워즈 베스트 크리에이터상

## 같이 보기
- 스윗튠
- 신사동호랭이